# Kulturkrigen
Kulturkrigen er en dansk dokumentarfilm fra 2007, der er instrueret af Jørn Balther.

## Handling
Denne artikel mangler et handlingsreferat. Hjælp os med at skrive det.